# 長崎弓香
長崎 弓香（ながさき ゆみか、生年月日不詳 - ）は、福岡県出身のタレントである。主に関西ローカル中心に活動。
オフィスキイワードに所属していたが、2010年（平成22年）現在、同事務所のホームページに長崎の名前はない。

## 人物
- 「京都!ちゃちゃちゃっ」の初出演の時「名前は長崎ですけど福岡生まれです」と言ったことから、よく司会者から「長崎生まれの福岡さん」と間違われる。愛称は「ゆんゆん」・「ゆみちゃん」。
- 身長：153cm
- 趣味：野球観戦・水泳（インストラクター経験あり）・食べ歩き・半身浴・スポーツ・おいしいもの発見・歌・語学（英会話・韓国語）
- 最終学歴：関西外国語大学 国際言語学部
- オフィスキイワード運営のキイワードアナウンススクール卒業生である[1]。

## 出演

### テレビ
- 少年少女の旅2005 ハワイ島アドベンチャー（2005年9月、サンテレビ）
- 京都!ちゃちゃちゃっ（2006年4月 - 2007年3月、関西テレビ☆京都チャンネル）- 2006年度「ちゃちゃちゃっ一年生」として。
- 地域まるごと調査隊ぐるぐる５（ファイブ）（2006年10月 - 2008年3月、K-CAT）- 当初は代打出演。2007年7月から交野担当[2]。
- 知得!情報リサーチャーズ（キネット）
- ぐるぐるコロンブス（加古川banbanTV）
- 超実践パチンコ講座（パチ・スロ サイトセブンTV）

### ラジオ
- チョアヨ韓国（MBSラジオ）
- プロムナード824（FM守口）

### CM
- UR賃貸住宅